# Svetlana Bubnenkova
Svetlana Iúrievna Bubnenkova (en rus: Светлана Юрьевна Бубненкова), coneguda també amb el nom de casada Svetlana Bubnenkova-Stolbova (Ijevsk, Udmúrtia, 2 de gener de 1973) és una ciclista russa. Es va proclamar campiona del món en Contrarellotge per equips el 1993 i el 1994 i campiona nacional en ruta el 1995. Ja com a professional, la seva principal victòria és el Giro d'Itàlia de 2002.
El 2007 va ser sancionada amb dos anys per un positiu d'EPO.

## Palmarès
- 1993
  -  Campiona del món en contrarellotge per equips (amb Olga Sokolova, Aleksandra Koliàsseva i Valentina Polkhànova)
  - 1a al Chrono champenois
  - Vencedora d'una etapa al Tour de la CEE
- 1994
  -  Campiona del món en contrarellotge per equips (amb Olga Sokolova, Aleksandra Koliàsseva i Valentina Polkhànova)
  - 1a al Tour de Finisterre i vencedora de 2 etapes
  - 1a als Tred dies de la Vendée i vencedora d'una etapa
- 1995
  - 1a a la Volta a Mallorca
  - Vencedora d'una etapa a la Volta a Portugal
  - Vencedora d'una etapa al Tour de Finisterre
- 1996
  -  Campiona de Rússia en ruta
  - 1a a la Volta a Portugal i vencedora de 2 etapes
  - Vencedora d'una etapa al Tour de l'Aude
- 1997
  - 1a a la Volta a Portugal i vencedora de 2 etapes
  - Vencedora d'una etapa al Tour de l'Aude
- 1999
  - Vencedora d'una etapa al Gran Bucle
- 2000
  -  Campiona de Rússia en ruta
  - Vencedora d'una etapa al Gran Bucle
  - Vencedora de 2 etapes al Giro d'Itàlia
- 2002
  -  Campiona de Rússia en ruta
  - 1a al Trofeu Alfredo Binda
  - 1a al Giro d'Itàlia i vencedora de 2 etapes
  - 1a al Gran Premi de Suïssa
- 2003
  -  Campiona de Rússia en ruta
  -  Campiona de Rússia en contrarellotge
  - 1a al Sparkassen Giro Bochum
- 2005
  -  Campiona de Rússia en contrarellotge
  - 1a a l'Emakumeen Bira i vencedora d'una etapa
  - 1a al Giro del Trentino i vencedora d'una etapa
  - Vencedora d'una etapa al Giro d'Itàlia
  - Vencedora de 4 etapes al Tour de l'Ardecha
  - Vencedora d'una etapa al Giro de Toscana-Memorial Michela Fanini
- 2006
  - 1a al Memorial Davide Fardelli
  - 1a al Giro de San Marino i vencedora d'una etapa
  - 1a al Giro del Trentino i vencedora de 2 etapes
  - 1a al Giro de Toscana-Memorial Michela Fanini i vencedora d'una etapa
  - Vencedora d'una etapa a la Ruta de França
- 2007

- 2009
  - 1a al Gran Premi Elsy Jacobs
  - 1a al Clàssic femení de Vienne Poitou-Charentes
- 2011
  - Vencedora d'una etapa a la Gracia Orlová
- 2013
  -  Campiona de Rússia en ruta